# Sandra Myers
Sandra »Sandy« Myers Brown, ameriško-španska atletinja, * 9. januar 1961, Little River, Kansas, ZDA.
Od leta 1987 je tekmovala za Španijo. Nastopila je na poletnih olimpijskih igrah leta 1996 ter se uvrstila v polfinale teka na 400 m, četrtfinale teka na 200 m in prvi krog teka na 100 m. Na svetovnih prvenstvih je osvojila bronasto medaljo v teku na 400 m leta 1991, na svetovnih dvoranskih prvenstvih srebrno medaljo v isti disciplini leta 1991, na evropskih dvoranskih prvenstvih pa naslova prvakinje v teku na 400 m leta 1992 in teku na 200 m leta 1996